# Strukdorf
Strukdorf là một đô thị ở huyện Segeberg, bang Schleswig-Holstein Segeberg, ở bang Schleswig-Holstein, Đức. Đô thị Strukdorf có diện tích 7,3 km², dân số thời điểm ngày 31 tháng 12 năm 2006 là 258 người.